# Château de Touvérac
Le château de Touvérac est situé sur la commune de Touvérac, en Charente, à une quarantaine de kilomètres au sud-ouest d'Angoulême.

## Historique
Les vestiges les plus anciens du château datent du XIVe ou XVe siècle. Sous l'Ancien Régime, Touvérac était une importante seigneurie, érigée en marquisat, relevant de Montausier.
Les premiers seigneurs connus sont les Aisse au XVe siècle, puis les Goulard jusqu'au XVIe siècle. Par mariages successifs, Touvérac passe aux Bouchard d'Aubeterre, puis aux de Josserand (aussi orthographié Jousseran ou Jousserand), puis en 1748 aux de Grailly qui le possèdent encore à la Révolution.
Plus précisément, le domaine appartient d'abord à Jean Aisse, puis passe en 1448 à Bertrand Aisse. Le seigneur avait droit de haute, moyenne et basse justice sur les paroisses de Touvérac, Boisbreteau et une partie d'Oriolles. En 1500, l'arrière petite-fille de Jean, Claire Aisse de Touvérac, épouse Arthus Goulard qui donne naissance à la branche Goulard de Touvérac. Leur petite-fille Anne épouse Josias d'Aubeterre et apporte Touvérac en dot. En 1626, Françoise Bouchard, leur fille, épouse Alphonse de Jousseran, baron de Génissac. Dans la seconde moitié du XVIIe siècle, Octave de Jousseran devient marquis de Génissac et de Touvérac. Mais la famille, sans descendant, vend le domaine et ses titres en 1748 à Joseph de Grailly, seigneur de Sainte-Terre. La famille de Grailly s'était illustrée lors de la guerre de Cent Ans, dont des membres étaient captals de Buch.
Lors de la Révolution, le marquis Henry de Grailly émigre en 1791, et sa femme le rejoint en 1796. Le château est alors vendu comme bien national. Il est alors adjugé à la famille Desgraves, habitant Baignes et Touvérac.
En 1894 le domaine est acheté par le docteur James Meslier, maire de Barbezieux, qui fait édifier le château actuel sur les bases de l'ancien entre 1896 et 1898, par l'architecte Eustase Rullier de Saintes.
Au XXe siècle, le château est maintenu propriété des descendants du docteur Meslier, la famille Vacquier, et s'est conservé et transmis à la même famille. En 1976, la propriété devient un groupement foncier agricole, puis entre 2002 et 2015, d'une société civile immobilière, avant de devenir une société civile d'exploitation agricole.

## Architecture
Le château comprend deux corps de bâtiments, séparés par une cour intérieure. Le corps de logis situé au nord-est est le plus ancien et peut remonter au XVIIe siècle. Une tour semi-circulaire lui est accolée au nord.
Celui le plus au sud a été réaménagé au XIXe siècle. Une aile en retour plus élevée formant pavillon carré le flanque à l'ouest. Une échauguette surplombe l'angle intérieur. L'ensemble du toit est bordé d'un parapet orné de créneaux. Sur la façade sud, un escalier à double entrée mène à une terrasse à balustres faisant toute la longueur du bâtiment. Le corps de logis est percé de fenêtres à meneaux. Côté cour, deux œils-de-bœuf et une porte en plein cintre sont d'époque antérieure au XIXe siècle,.
Ce nouveau bâtiment est entouré d'anciennes douves sur deux de ses côtés qui ont été remblayées,.

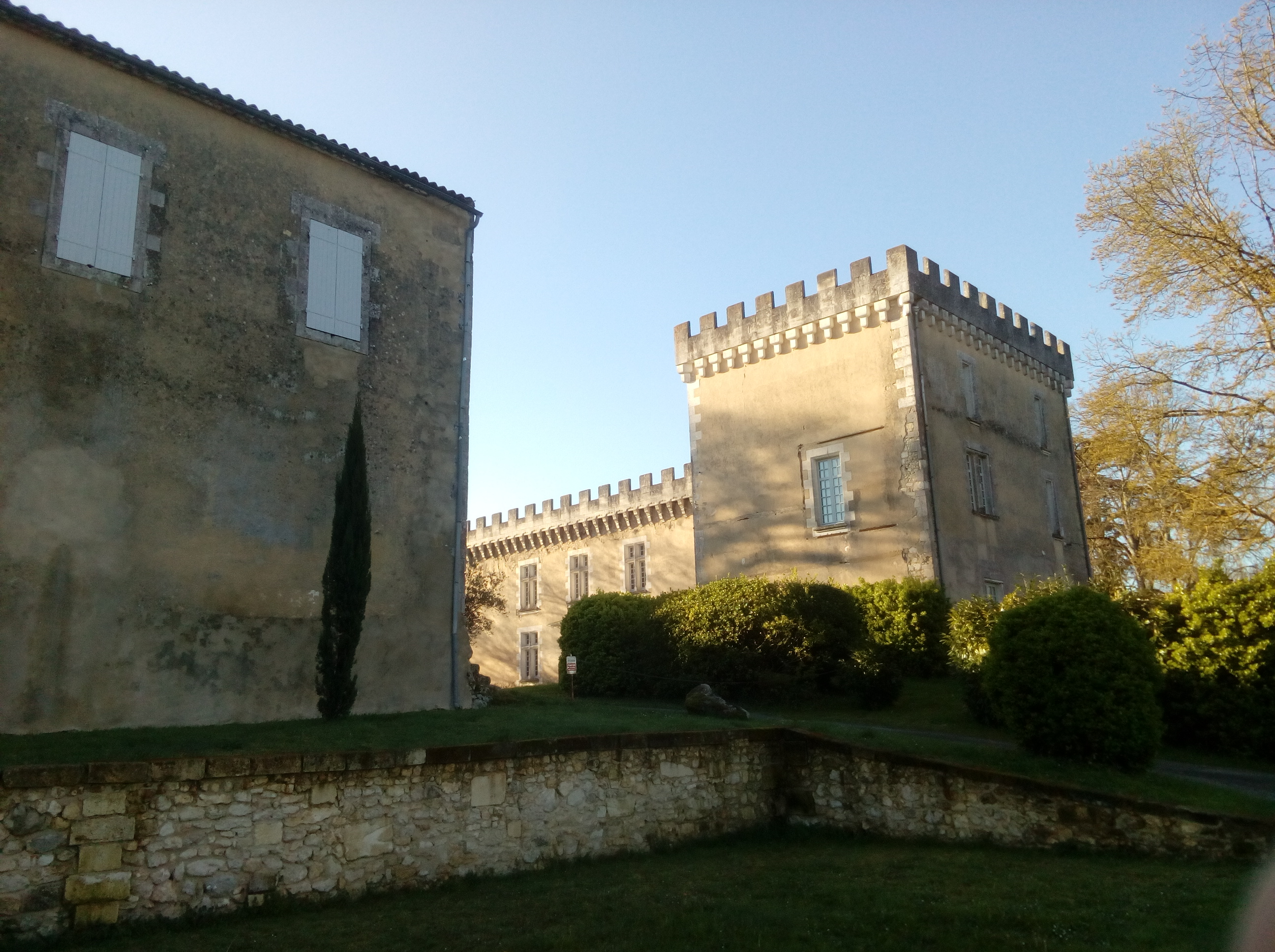
Vue d'ensemble, de l'ouest
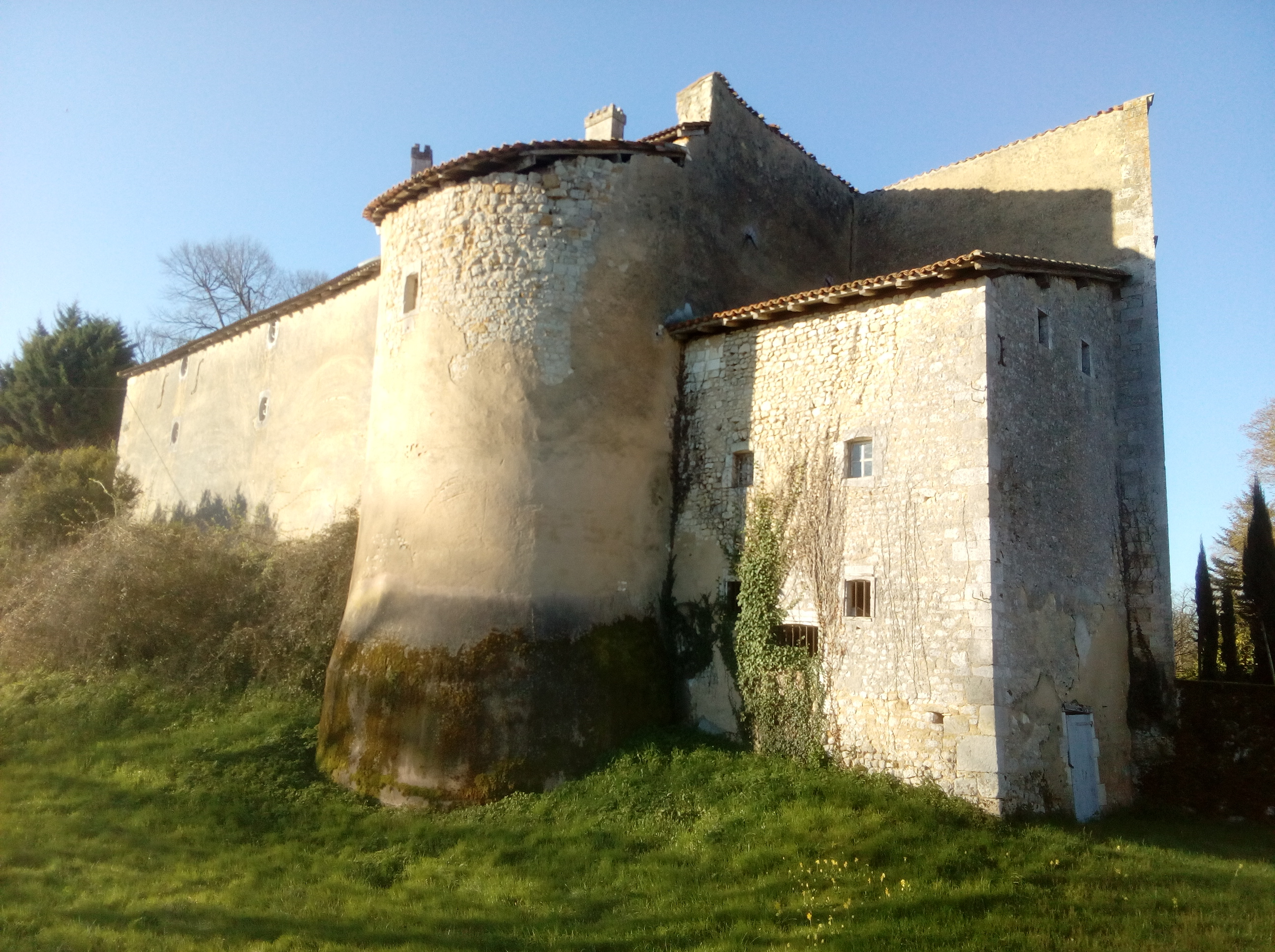
Vue du nord, avec la tour
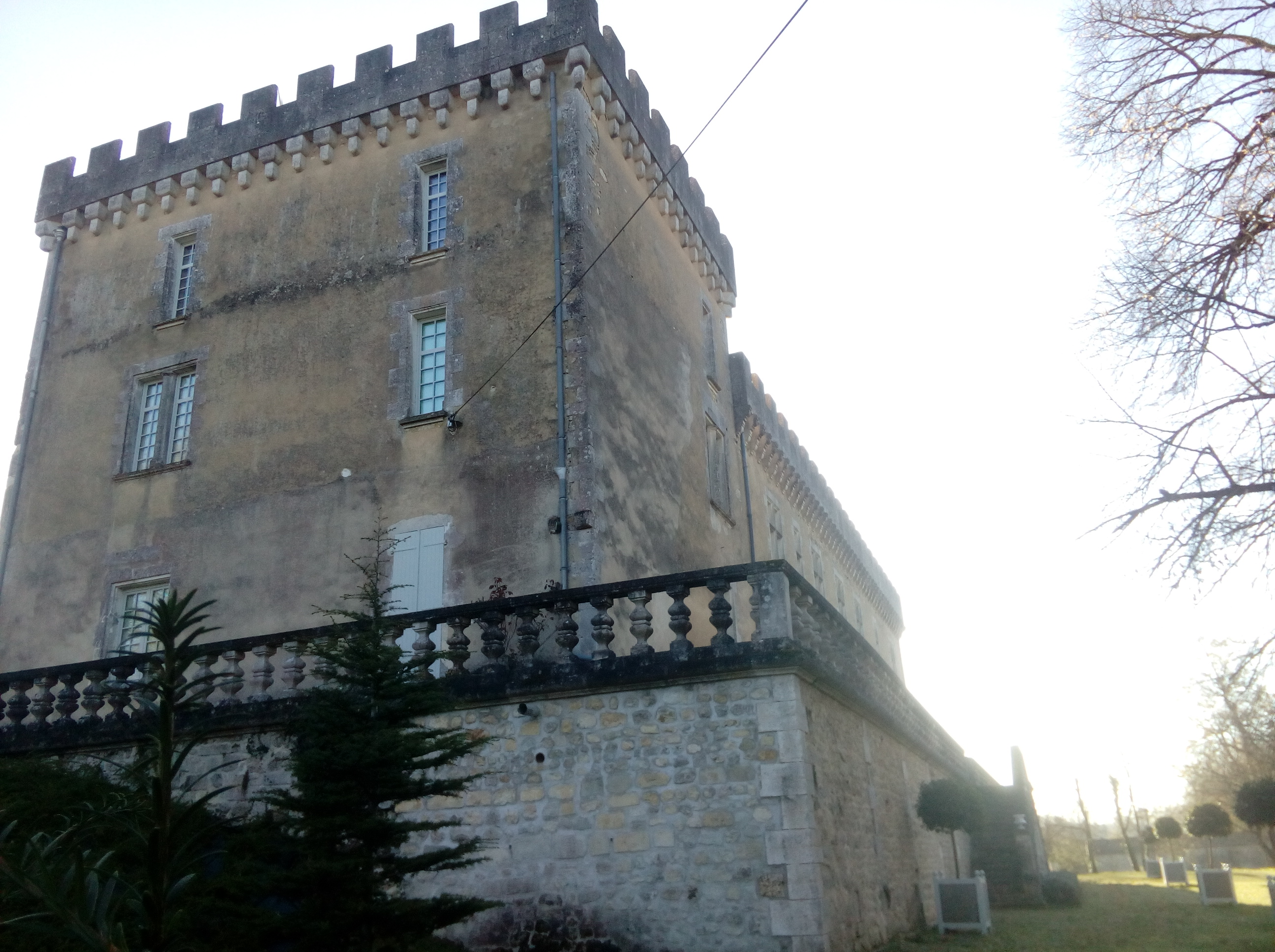
La terrasse, côté sud, avec le pavillon à l'ouest